# جبريل هيكتور فرنانديز
جبريل هيكتور فرنانديز (بالإسبانية: Gabriel Héctor Fernández) (22 سبتمبر 1977 في البرتغال - ) هو لاعب كرة قدم أرجنتيني في مركز الوسط. لعب مع أتلتيكو جونيور وأمريكا دي كالي وديبورتيفو كالي ونادي إيميلك ونادي باستيا ونادي كوبلنتس ونادي ميلوناريوس وسانتياغو مورنينغ ‏ وClub Atlético Colegiales (Argentina) ‏ وEstudiantes de Buenos Aires ‏ ونادي ماكارا وCSD Flandria ‏ ونادي أولميدو وريال قرطاجنة وC.D. Saquisilí ‏ وديبورتيس ماجالانز.

## وصلات خارجية
- جبريل هيكتور فرنانديز على موقع قاعدة بيانات كرة القدم.إي يو (الإنجليزية)
- جبريل هيكتور فرنانديز على موقع عالم كرة القدم.نت (الإنجليزية)